# انکوریج (کنتاکی)
آنکریج (به انگلیسی: Anchorage) شهری در ایالت کنتاکی کشور ایالات متحده آمریکا است که جمعیت آن در سرشماری سال ۲۰۱۰ میلادی، ۲٬۳۴۸ نفر بوده‌است.